# Гуревич, Григорий Евсеевич
Григорий Евсеевич Гуревич (Гершон Баданес; 1854—1929?) — еврейский публицист и общественный деятель.

## Биография
Родился в 1854 году в Могилёвской губернии в богатой семье.
Получил первоначальное домашнее обучение в русле еврейской традиции. Затем учился вместе с братьями в Германии, в еврейском коммерческом училище. В начале 1870-х годов поступил вольнослушателем на юридический факультет Университета Св. Владимира. Вместе с Павлом Аксельродом и несколькими друзьями организовал секцию «чайковцев», занимавшуюся пропагандой в рабочих артелях. В 1873 году, спасаясь от ареста, бежал за границу по паспорту брата. Посещал университеты в Берлине и Вене; близко сошелся с Либерманом и принимал деятельное участие в его кружке — «Союзе евреев-социалистов».
В 1878 году, после принятия германскими властями «закона против социалистов», был привлечён к суду за принадлежность к революционному союзу. Гуревича выслали из Пруссии, и свое девятимесячное заключение он отбывал в Англии.
После освобождения, в 1879 году уехал в Париж, где продолжил образование, изучая медицину в Париже и Цюрихе. Продолжил и политическую активность, присоединившись к народовольцам. В Цюрихе, где собирались лидеры революционного движения, он заинтересовался палестинофильством, но его убедили, что колонизация Палестины — занятие бесполезное, ибо «живущие там старые евреи совершенно деморализованы и не пригодны к производительному труду».
После еврейских погромов 1881 года переживал жестокий кризис: как он писал, «во мне стал намечаться перелом в пользу национально-еврейского настроения». В результате он порвал с «Народной волей» и вместе с другими эмигрантами организовал кружок по изучению еврейского вопроса в России. Тем не менее, когда он нелегально вернулся в 1883 году в Россию, за связи с «Народной волей» он был арестован, осужден на полтора года, затем оправдан. Уехал в Киев.
Литературную деятельность начал сотрудничеством в немецких социалистических и радикальных газетах, где писал статьи о явлениях русской жизни. В 1880-х годах стал сотрудничать под псевдонимом Гершон Баданес в еврейском журнале «Восход», где обратил на себя внимание своей публикацией «Записки отщепенца», из жизни эмигрантов (1884).
В Киеве он посвятил себя защите интересов еврейской общины перед киевскими властями.
В 1917 году редактировал газету «Свободная еврейская община». С провозглашением Украинской Народной Республики благодаря старым европейским связям получил должность датского консула в Киеве; 16 мая 1919 года был выслан Наркоматом иностранных дел УССР из Украины. Вероятно, жил в Праге, поскольку архивные документы, хранящиеся в ГАРФ, поступили в 1946 году из РЗИА в Праге.